# Michael Tetzschner
Michael Christian von Tetzschner (født 9. februar 1954 i København) er en danskfødt norsk advokat og politiker (Høyre). Han har været stortingsmedlem siden 2009 og er præsident for Nordisk Råd i 2018. Han var leder for Oslos byregering 1989–1991. Han boede i Danmark til han var otte år, og flyttede efter at være blevet forældreløs til sine bedsteforældre i Oslo.